# Bombardementen op Koningsbergen

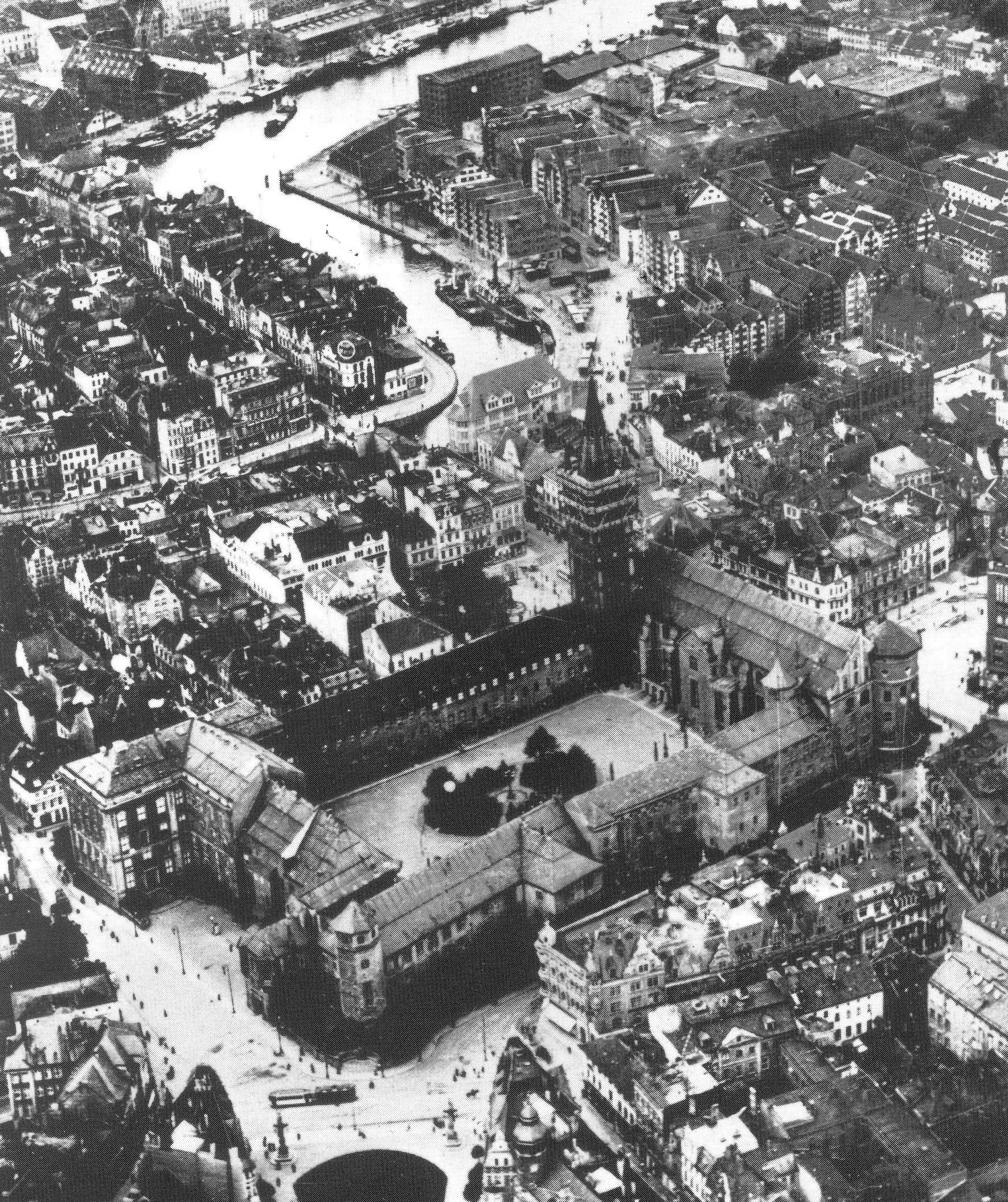
Luchtfoto van Koningsbergen voor de bombardementen

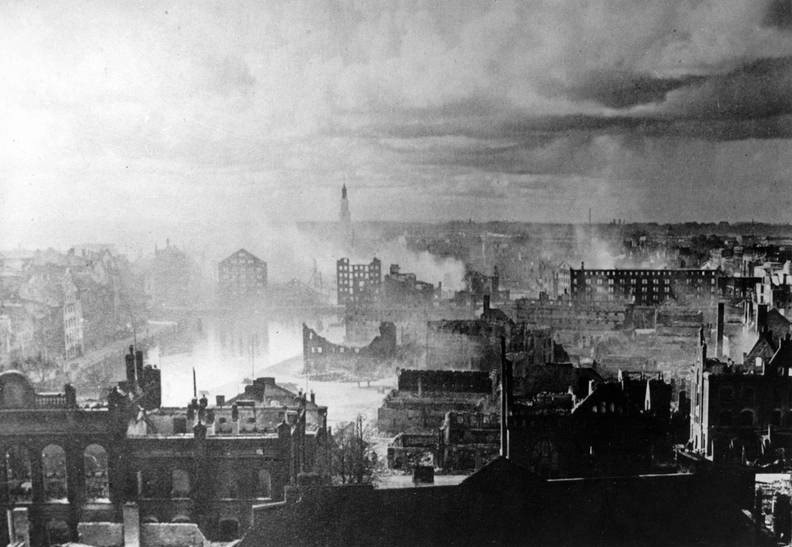
Koningsbergen eind augustus 1944.

De bombardementen op Koningsbergen bestonden uit een reeks van bombardementen uitgevoerd door de Sovjetluchtmacht en de Royal Air Force op de oude Oost-Pruisische hoofdstad Koningsbergen (Königsberg). 
De Sovjetluchtmacht bombardeerde de stad reeds in september 1941, maar dit waren geen bijzonder zware bombardementen. De stad bleef verder grotendeels gespaard van de perikelen van de Tweede Wereldoorlog tot augustus 1944. 
In de nacht van 26 op 27 augustus 1944 en 29 op 30 augustus 1944 werd Koningsbergen door de RAF vernietigd. Het ging hierbij om doelbewuste, militair zinloze terreurbombardementen, in een fase van de oorlog waarin de nederlaag van nazi-Duitsland allang vaststond, en dus vergelijkbaar met het bombardement op Dresden van begin 1945. De tocht van de basis in Engeland naar Koningsbergen bedroeg ongeveer 1500 kilometer en bracht een schending van het neutrale Zweedse luchtruim met zich mede. De eerste aanval was niet bijzonder "succesvol" omdat vooral het oosten van de stad geraakt werd en niet het centrum. De volgende, desastreuze aanval volgde drie dagen later, toen 480 ton aan explosieven en brandbommen boven de stad werd uitgeworpen. Slechts 15 van de 189 Lancaster bommenwerpers werden door de Duitsers neergehaald. Het historische centrum met de oude stadskernen van Altstadt, Löbenicht en Kneiphof werd grotendeels door verschrikkelijke branden verwoest, waaronder de beroemde dom en het slot, de vele grote kerken in het centrum en de vermaarde Albertina Universiteit. 200.000 inwoners werden dakloos, er vielen minstens 5000 doden. Zo'n 20% van de industrie werd verwoest en 41% van de huizen.
In de Slag om Koningsbergen werd de stad verder verwoest. Negentig procent van de stad die eeuwenlang het hart van Pruisen was, was één grote puinhoop toen het Rode Leger de stad ten slotte innam. Na verdrijving van de resterende Duitse bevolking, werd Koningsbergen deels heropgebouwd als het Russische Kaliningrad, een belangrijk steunpunt van het Russische leger.